# Soutok (národní přírodní památka)
Soutok je rozsáhlá národní přírodní památka v Jihomoravském kraji, nacházející se v nejjižnější části okresu Břeclav na území měst Lanžhot a Břeclav, převážně v oboře Soutok. Vznikla 1. ledna 2025 současně s NPR Lanžhotské pralesy, se kterou tvoří funkční celek. Slouží k ochraně pestré mozaiky vzácných lužních ekosystémů a k zajištění šetrného hospodaření na území.